# 1536
Évszázadok: 15. század – 16. század – 17. század
Évtizedek: 1480-as évek – 1490-es évek – 1500-as évek – 1510-es évek – 1520-as évek – 1530-as évek – 1540-es évek – 1550-es évek – 1560-as évek – 1570-es évek – 1580-as évek
Évek: 1531 – 1532 – 1533 – 1534 –  1535 – 1536 – 1537 – 1538 – 1539 – 1540 – 1541

## Események
- május 30. – VIII. Henrik angol király elveszi harmadik feleségét, Seymour Johannát.
- június 4. – III. Pál pápa Ad dominis gregis curam kezdetű bullájával zsinatot hív össze Mantovába 1537. május 23-ra, de a Habsburg-Valois konfliktus kiújulása miatt ez nem ült össze.[1]

## Az év témái

### 1536 az irodalomban
- az év folyamán – 
  - Genfben megjelenik a kálvinizmus alapműve, Kálvin János A keresztény vallás rendszere (Institutio Christianae religionis) című könyvének első kiadása.[2]
  - Oláh Miklós esztergomi érsek Hungaria című művében részletesen leírja Mátyás király reneszánsz fürdőit.[3]

## Születések
- február 2. – Tojotomi Hidejosi, japán hadúr és császári főminiszter († 1598)
- február 24. – VIII. Kelemen pápa († 1605)[4]
- augusztus 10. – Casparus Olevianus, német protestáns teológus († 1587)

Bizonytalan dátum
- Cornelis Cort, holland rézmetsző és rajzoló († 1578)
- Thomas Sackville, angol költő, drámaíró és államférfi († 1608)
- Charles Howard, angol államférfi és admirális († 1624)

## Halálozások
- március 15. – Pargali Ibrahim oszmán nagyvezír[5] (* 1493)
- május 19. – Boleyn Anna, VIII. Henrik második felesége[6] (* 1501 vagy 1507)
- augusztus 10. – III. Ferenc breton herceg, I. Ferenc francia király elsőszülött fia (* 1518)
- augusztus 24. – Kún Kocsárd, magyar hadvezér (* 1490 körül)
- december 9. – Foix-Candale-i Margit saluzzói őrgrófné, Candale-i Anna magyar királyné apai nagynénje (* 1473)

## Európai időjárás
Májustól októberig rendkívül meleg és száraz idő, állatpusztulás a takarmány és víz hiánya miatt.